# Muntiacus truongsonensis
Muntiacus truongsonensis is een zoogdier uit de familie van de hertachtigen (Cervidae). De wetenschappelijke naam van de soort werd voor het eerst geldig gepubliceerd door Giao, Tuoc, Dung, Wikramanayake, Amato, Arctander & Mackinnon in 1997.